# Oisín Kelly

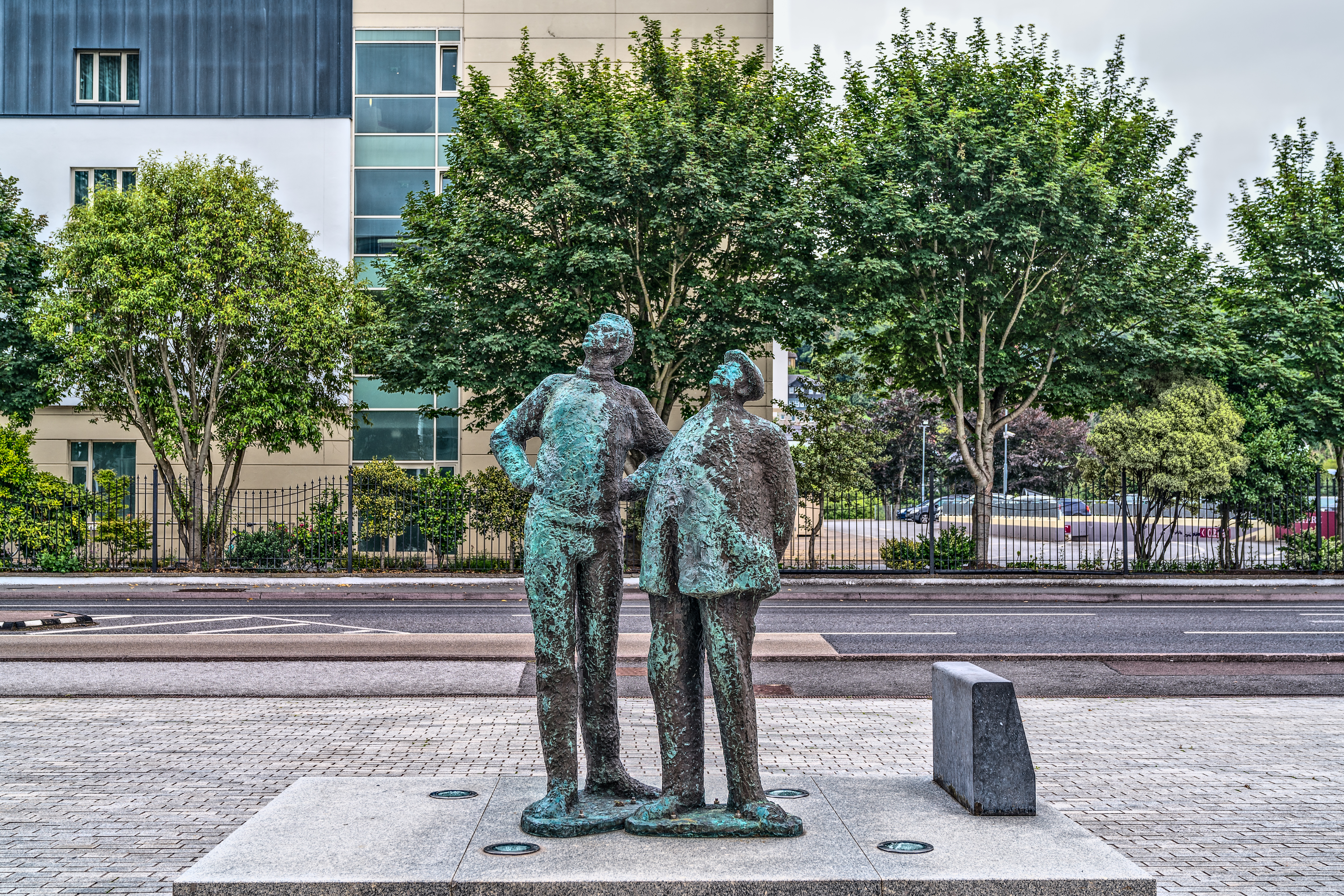
"Two Working Men", Cork, Irland (1969)

Oisín Kelly (* 17. Mai 1915 in Dublin als Austin Kelly; † 1981) war ein irischer Bildhauer.
Er war der Sohn von William Kelly, Rektor der James's Street National School, und seiner Frau Elizabeth (geborene McLean). Bevor er 1966 ein Artist in Residence am Kilkenny Design Centre wurde, arbeitete er als Lehrer. Anfangs besuchte er Abendkurse am National College of Art and Design und studierte 1948 und 1949 für kurze Zeit  bei Henry Moore.
Kelly konzentrierte sich ursprünglich auf kleine Holzschnitzereien, und seine ersten Aufträge waren überwiegend für katholische Kirchen. Berühmt wurde er durch den Auftrag für eine Skulptur, The Children of Lir (deutsch: Die Kinder Lirs), für den Garden of Remembrance in Dublin. Weitere öffentliche Aufträge folgten, darunter Two Working Men vor der County Hall in Cork und die Statue von James Larkin in Dublins O’Connell Street.